# Argina serrata
Argina serrata är en fjärilsart som beskrevs av Paul Mabille 1879. Argina serrata ingår i släktet Argina och familjen björnspinnare. Inga underarter finns listade i Catalogue of Life.